# Setting Sons
Setting Sons es el cuarto álbum de estudio de la banda inglesa The Jam. Producido por Vic Coppersmith-Heaven. Grabado entre los meses de agosto y octubre de 1979 en Townhouse Studios (Shepherds Bush, Londres), y lanzado en noviembre de dicho año por el sello Polydor Records.

## Listado de canciones
1. "Girl On The Phone" (2:55)
2. "Thick As Thieves" (3:38)
3. "Private Hell" (3:49)
4. "Little Boy Soldiers" (3:31)
5. "Wasteland" (2:50)
6. "Burning Sky" (3:31)
7. "Smithers-Jones" (2:59)
8. "Saturday's Kids" (2:52)
9. "The Eton Rifles" (3:57)
10. "Heatwave" (2:24)
The Jam
- Paul Weller - Guitarra y voz.

- Bruce Foxton - Bajo y coros.

- Rick Buckler - Batería.

- Datos: Q960644